# Peter Serafinowicz
Peter Szymon Serafinowicz, född 10 juli 1972 i Liverpool i England, är en brittisk skådespelare, komiker, författare, kompositör, röstskådespelare och regissör.
Han har bland annat medverkat i filmer som Spy, Shaun of the Dead, Run, Fat Boy, Run, Couples Retreat och Killing Bono, och gör rösten till Darth Maul i filmen Star Wars: Episod I – Det mörka hotet från 1999. Han har även skrivit manus till och medverkat i TV-serien Look Around You från 2002.
År 2010 regisserade Serafinowicz musikvideon till Hot Chips  låt I Feel Better, deras andra singel från musikalbumet One Life Stand. I början av 2010 meddelades att Serafinowicz skulle spela Paul McCartney i nyinspelningen av Yellow Submarine från 1968. Nyinspelningen av filmen är dock inställd.
Serafinowicz' farfar kom från Vitryssland och hans farmor från Polen.